# Ivan Jožef Tomažič
Ivan Jožef Tomažič, slovenski rimskokatoliški duhovnik, škof in teolog, * 1. avgust 1876, Miklavž pri Ormožu, † 26. februar 1949, Maribor.

## Življenjepis
Rodil se je v kmečki družini očetu Antonu in materi Mariji (rojena Ozmec).
Po gimnaziji v Ljubljani je obiskoval bogoslovje v Mariboru in 5. decembra 1898 prejel duhovniško posvečenje. Kot kaplan je od 1. avgusta 1899 do 20. maja 1901 služboval v Svetem Juriju ob Ščavnici in v Celju od 21. maja 1901 do 15. septembra 1903. Poslan je bil na študij na jezuitsko teološko falulteto v Innsbrucku, kjer je 4. aprila 1906 doktoriral iz teologije. Od 1. septembra 1905 do 14. oktobra 1915 je bil škofijski tajnik v Mariboru, zatem je bil imenovan za kanonika lavantinskega stolnega kapitlja. 4. decembra 1908 je bil imenovan za duhovnega svetnika, 4. oktobra 1916 pa za konzistorialnega svetnika. 22. februarja 1921 je postal stolni dekan, 24. avgusta 1925 pa je bil imenovan za papeškega hišnega prelata. V reviji Voditelj v bogoslovnih vedah je v več delih objavil pravno–zgodovinsko razpravo "Veto" ali "exclusiva" pri volitvi papeža (1909–1910). V letih 1920–1922 je predaval cerkveno zgodovino in patristiko na mariborskem bogoslovju. 

### Škofovska služba
8. junija 1928 je bil na željo škofa Andreja Karlina imenovan za lavantinskega pomožnega škofa in naslovnega škofa Bargale. Škofovsko posvečenje je prejel 1. avgusta istega leta. 1. oktobra 1928 je postal tudi generalni vikar, 30. oktobra 1930 pa stolni prošt. Po smrti škofa Andreja Karlina je prevzel naloge kapiteljskega vikarja, dokler ga ni 27. junija 1933 papež Pij XI. z apostolskim pismom imenoval za rednega lavantinskega škofa. 15. avgusta 1933 je bil v Mariboru umeščen kot novi lavantinski škof ordinarij. 
V času svoje pastirske službe se je trudil za obnovo verskega življenja, zato je razvijal Katoliško akcijo, Marijine kongregacije, Slomškovo Bratovščino sv. Cirila in Metoda, mladce, Dijaško zvezo, fantovske odseke, dekliške krožke ter druga verska in prosvetna združenja. V Mariboru je vodil leta 1934 škofijski evharistični shod in leta 1936 Slomškove dneve. Pod njegovim vodstvom je bilo sezidano novo bogoslovno semenišče in Visoka teološka šola. 
Škofijo je vodil v težkih časih druge svetovne vojne, ko je odločno protestiral zoper okupatorjeve ukrepe proti narodnozavedni duhovščini in vernemu slovenskemu ljudstvu, ter v času nastanka nove jugoslovanske države. 
Leta 1948 je prejel visoko papeško priznanje Prisednik prestola Njegove svetosti.